# Peso equivalente
In chimica si definisce come peso equivalente (o massa equivalente) di una sostanza, la quantità di massa espressa in grammi in grado di fornire o consumare una mole di elettroni in una reazione redox, di generare per dissociazione una mole di ioni H+ o di ioni OH- in una reazione acido-base ovvero di produrre una mole di carica elettrica ionica a seguito di dissociazione.
Si calcola come rapporto tra la massa molare, MM, espresso come g/mol, e le moli di particelle che entrano in gioco in relazione ad una mole di sostanza, indicato solitamente con la sigla v o VO (valenza operativa):
{\displaystyle PE(g/eq)={\frac {MM(g/mol)}{VO(eq/mol)}}}
Il peso equivalente espresso in grammi rappresenta la massa corrispondente ad un equivalente di sostanza.

## Esempi
- acido solforico, H2SO4

massa molare = 98 g/mol --> peso equivalente = 98/2 = 49 g/eq
nella reazione di neutralizzazione di un solo protone si ha peso equivalente = 98/1 = 98 g/eq
- idrossido di sodio, NaOH

massa molare = 40 --> peso equivalente = 40/1 = 40 g/eq
- idrossido di calcio, Ca(OH)2

massa molare = 74 --> peso equivalente = 74/2 = 37 g/eq
- permanganato di potassio, KMnO4, nella reazione di riduzione a Mn2+ acquisisce 5 elettroni

massa molare = 158 g/mol --> peso equivalente = 158/5 =  31,6 g/eq
- permanganato di potassio, KMnO4, nella reazione di riduzione a diossido di manganese, MnO2, acquisisce 3 elettroni

massa molare = 158 g/mol --> peso equivalente = 158/3 =  52,7 g/eq
- ortofosfato di sodio, Na3PO4, in soluzione si dissocia producendo 3 ioni Na+ ed uno ione PO43-. 1 mole di sale genera una quantità di ioni positivi e negativi ciascuna delle quali ha carica elettrica ionica corrispondente a 3 volte un numero di elettroni pari al valore numerico della costante di Avogadro

massa molare = 164 g/mol --> peso equivalente = 164/3 =  54,7 g/eq